# Genthin
Genthin is een gemeente in de Duitse deelstaat Saksen-Anhalt, gelegen in de Landkreis Jerichower Land. De plaats telt 13.582 inwoners.

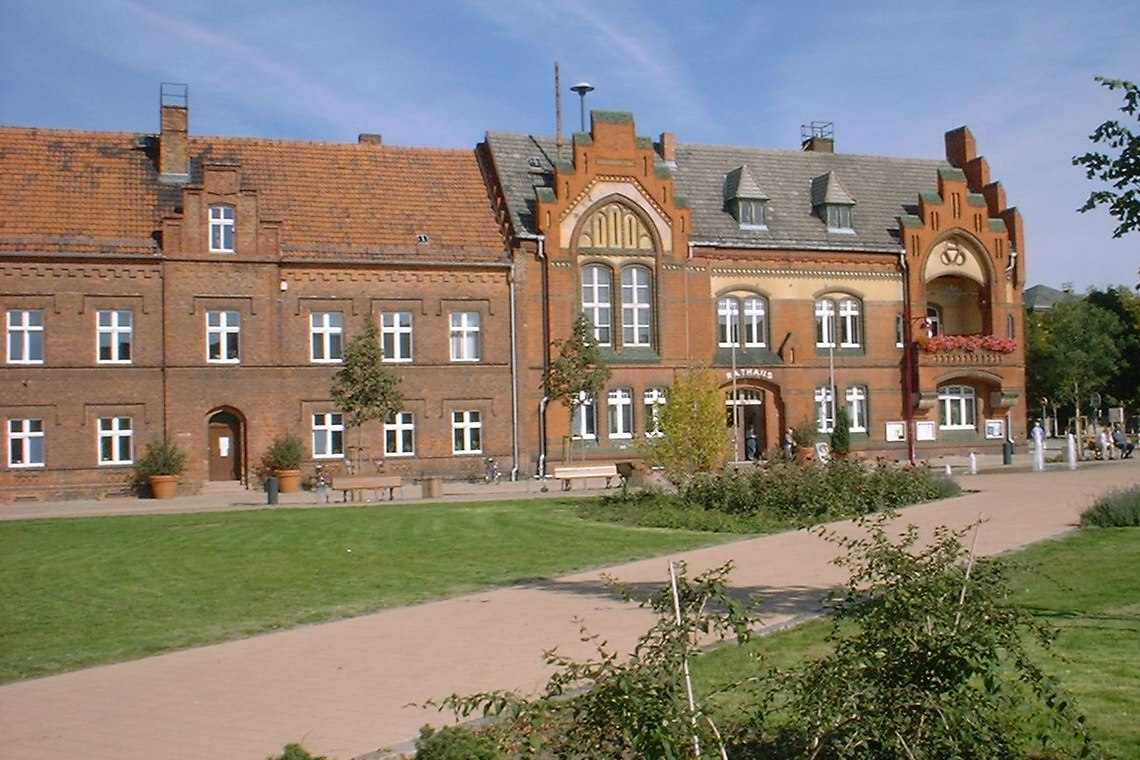
Gemeentehuis van Genthin

## Indeling gemeente
De volgende 7 Ortschaften en Ortsteile maken, naast de Kernstadt Genthin, deel uit van de gemeente:
- Kernstadt Genthin met de wijken en Ortsteile:
  - Altenplathow, direct aan de noordwestkant van Genthin
  - Genthin Wald
- Fienerode
- Mützel, 4 km ten zuiden van de stad, met:
  - Hüttermühle
  - Mollenberg
- Parchen met:
  - Wiechenberg
- Tucheim met:
  - Ringelsdorf, Wülpen en Holzhaus; Tucheim ligt ruim 10 km ten zuiden van Genthin-stad.
- Gladau met:
  - Dretzel en Schattberge
- Paplitz met:
  - Gehlsdorf
- Schopsdorf met: 
  - Gottesforth en Sandforth, sinds 1 juli 2012 deel van de gemeente Genthin

Van deze Ortsteile had in 2016 alleen Tucheim meer dan duizend inwoners. In de Kernstadt Genthin woonden toen bijna 11.000 mensen.

## Verkeer en vervoer

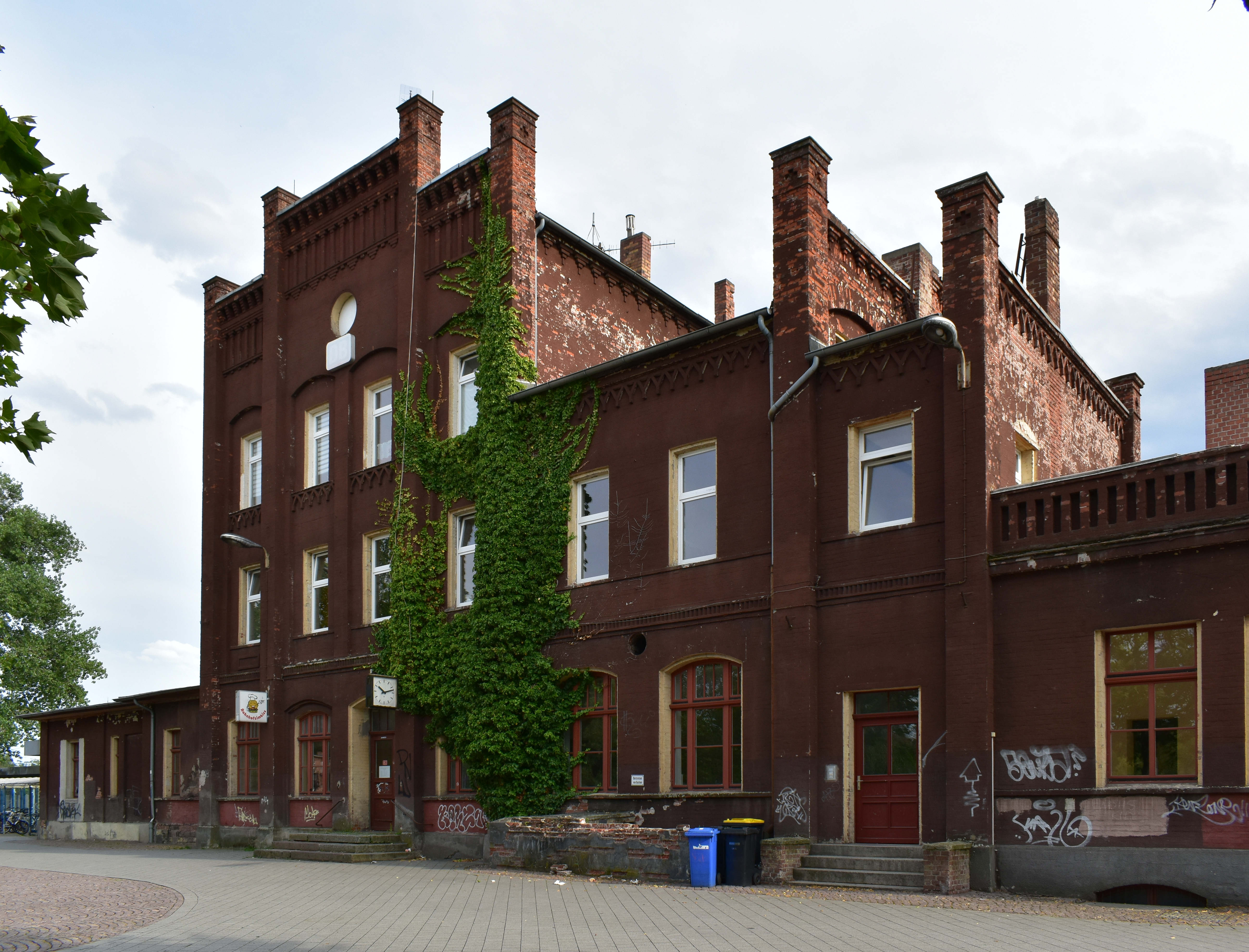
Voormalig stationsgebouw
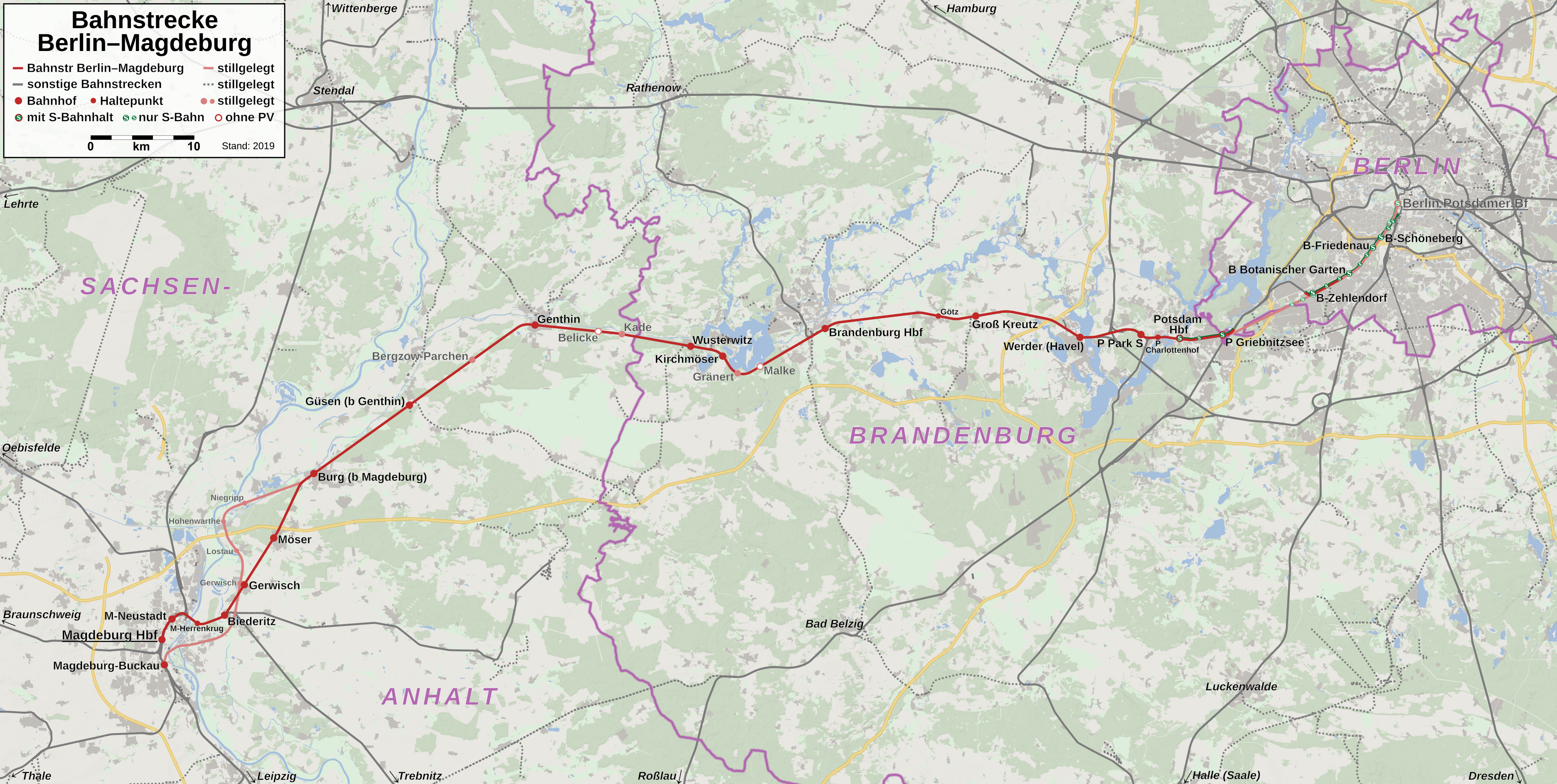
Spoorlijn Berlijn-Maagdenburg
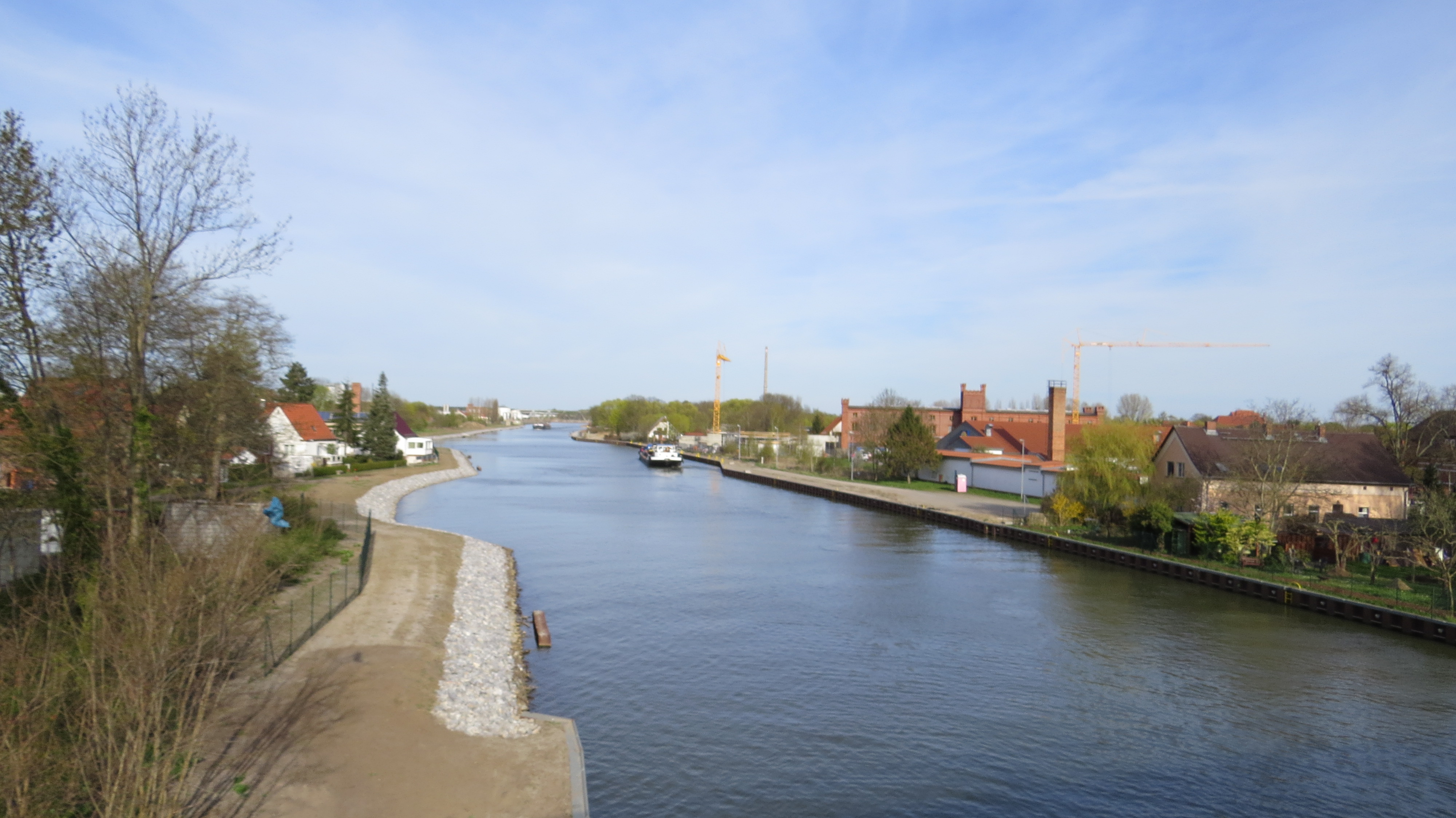
Elbe-Havel-Kanal

Te Genthin kruisen de Bundesstraße 1 (in west<->oost richting) en de Bundesstraße 107 (in noord<->zuid richting) elkaar. Ongeveer 20 km ten zuiden van Genthin, aan de B107, ligt Ziesar. Bij deze plaats kruist de Autobahn A2 op afrit 76 de B107. De afstand hiervandaan, via Dretzel, tot Genthin-stad is ruim 20 kilometer.
Aan de spoorlijn Berlijn-Maagdenburg heeft Genthin sedert 1846 een station, circa 91 km ten westen van Berlijn en circa 45 km ten noordoosten van Maagdenburg. Er is een streekbusverbinding met o.a. Stendal.
Genthin ligt aan een scheepvaartkanaal, het Elbe-Havel-Kanal. Er takt een klein, naar het noordoosten lopend, zijkanaal naar Brettin en Roßdorf af. Genthin heeft een kleine binnenhaven aan het kanaal.

## Economie

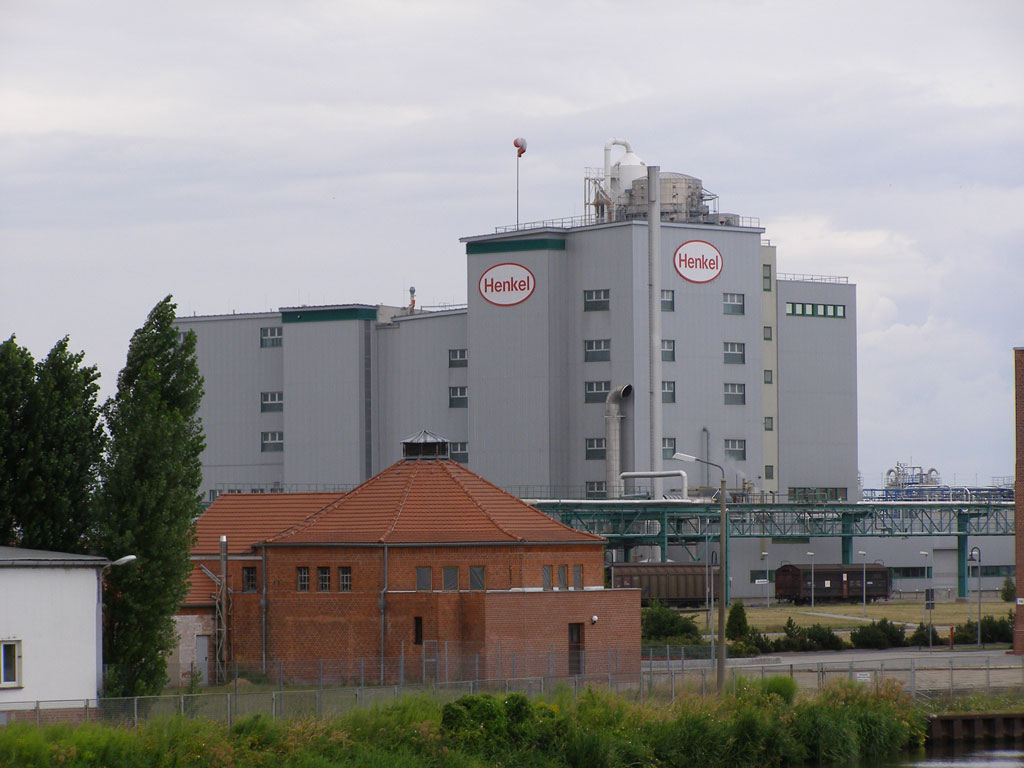
Voormalige Henkel-wasmiddelenfabriek
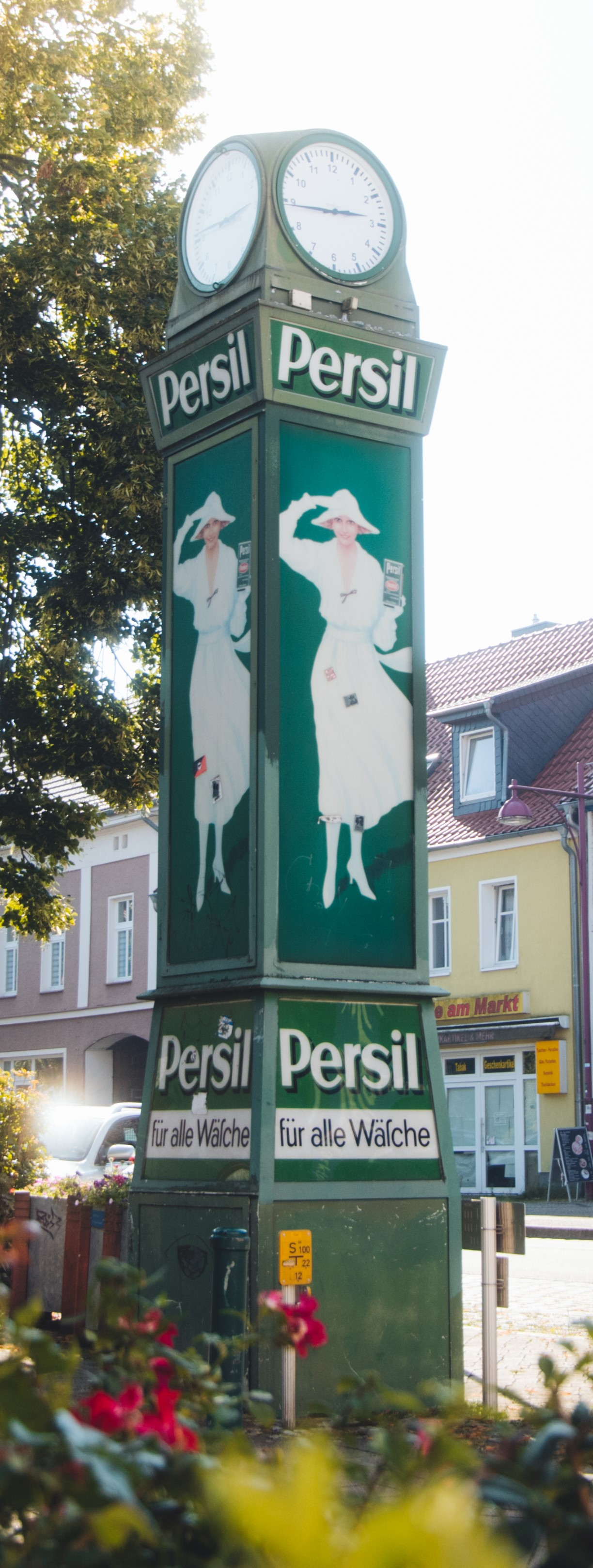
Zogenaamde Persiluhr (replica, 1994) in Genthin ter herinnering aan de wasmiddelfabricage
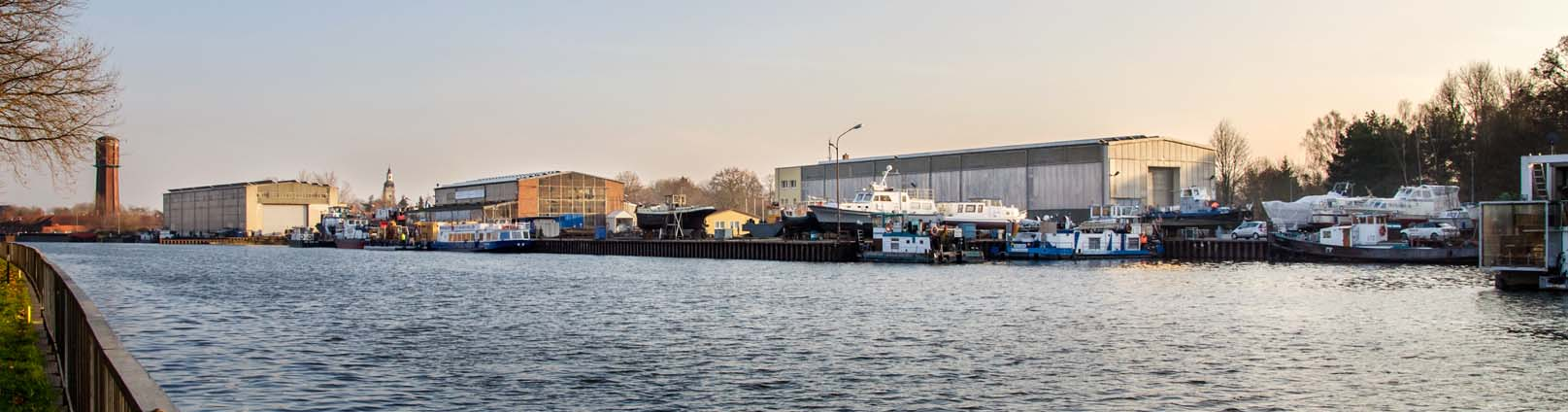
Scheepswerf

Genthin is van oudsher een industriestadje. Bekend is het concern Henkel, dat te Genthin een fabriek van wasmiddelen exploiteerde.
Het Spaanse concern Sinarmas-Cepsa exploiteert in de voormalige Henkel-panden een chemische fabriek. Ook is er o.a. een verpakkingsindustrie en een plasticfabriek gevestigd. Daarnaast zijn er nog een aantal kleinere fabrieken in uiteenlopende branches, logistieke en handelsbedrijven te Genthin gevestigd.
Aan het Elbe-Havel-Kanal ligt te Genthin een kleine scheepswerf. Er worden o.a. politie- en veerboten gebouwd.

## Geschiedenis

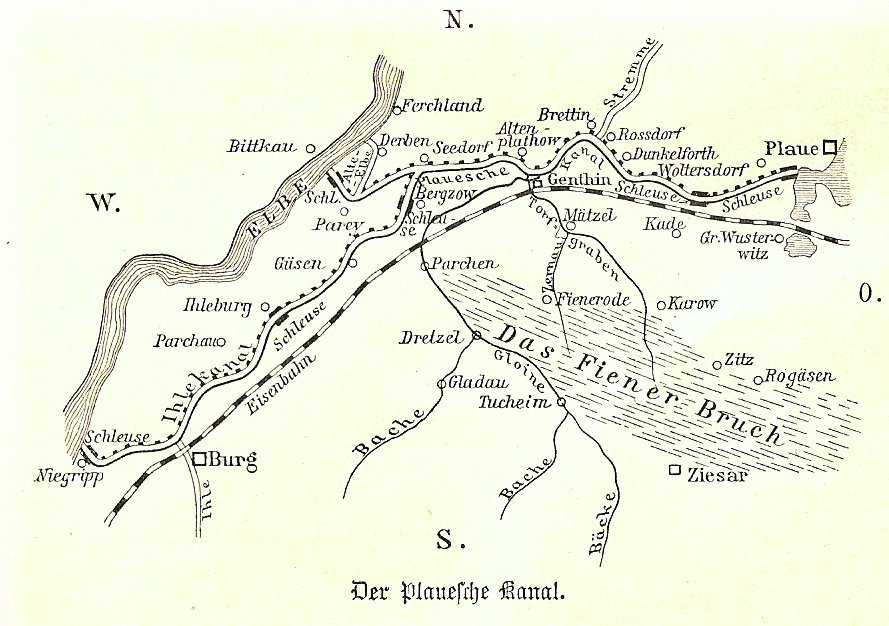
Waterwegen rondom Genthin, circa 1900
Ontwikkeling verloop kanalen 1900-2020
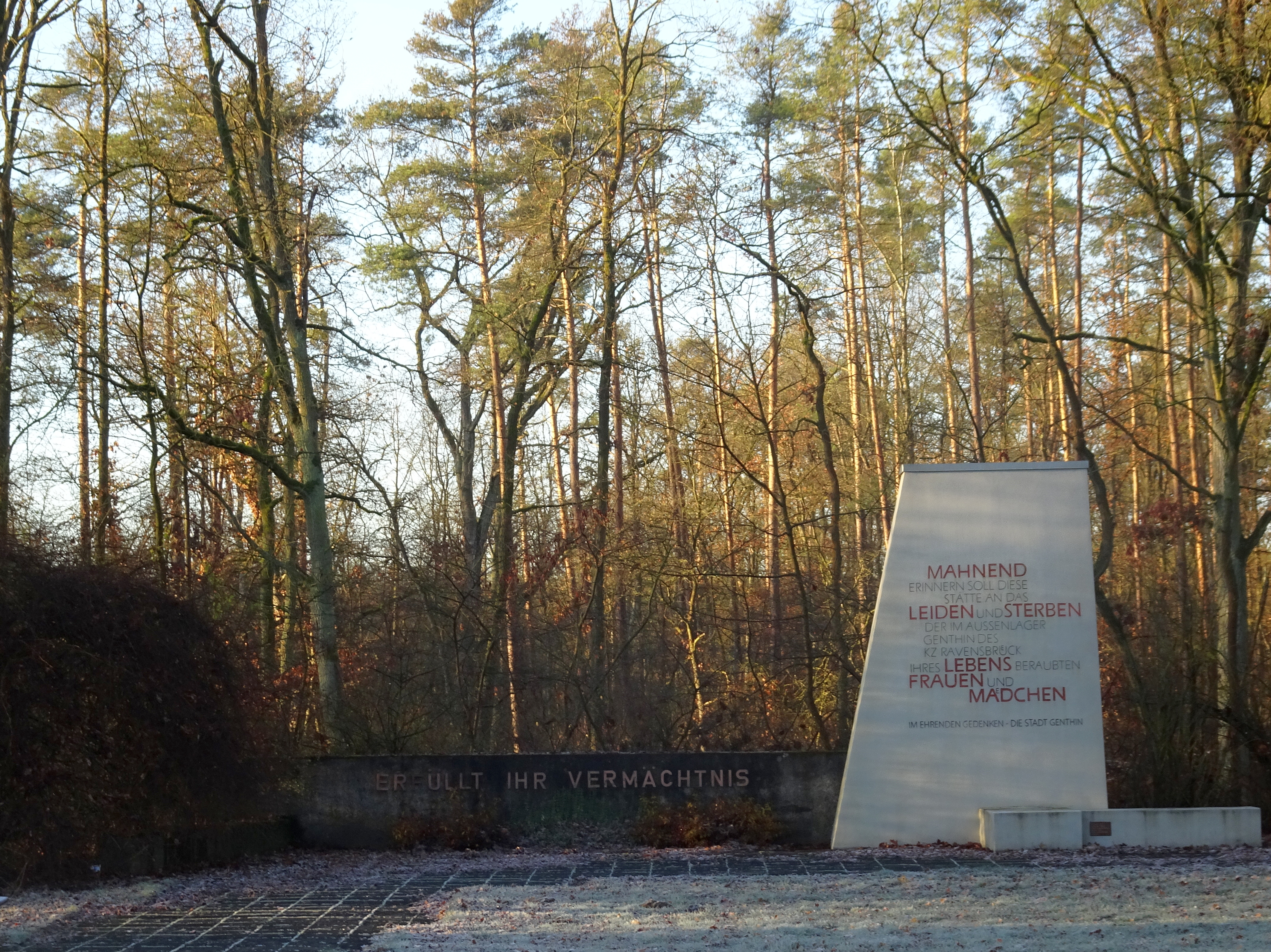
Gedenkteken slachtoffers van het nazi-regime
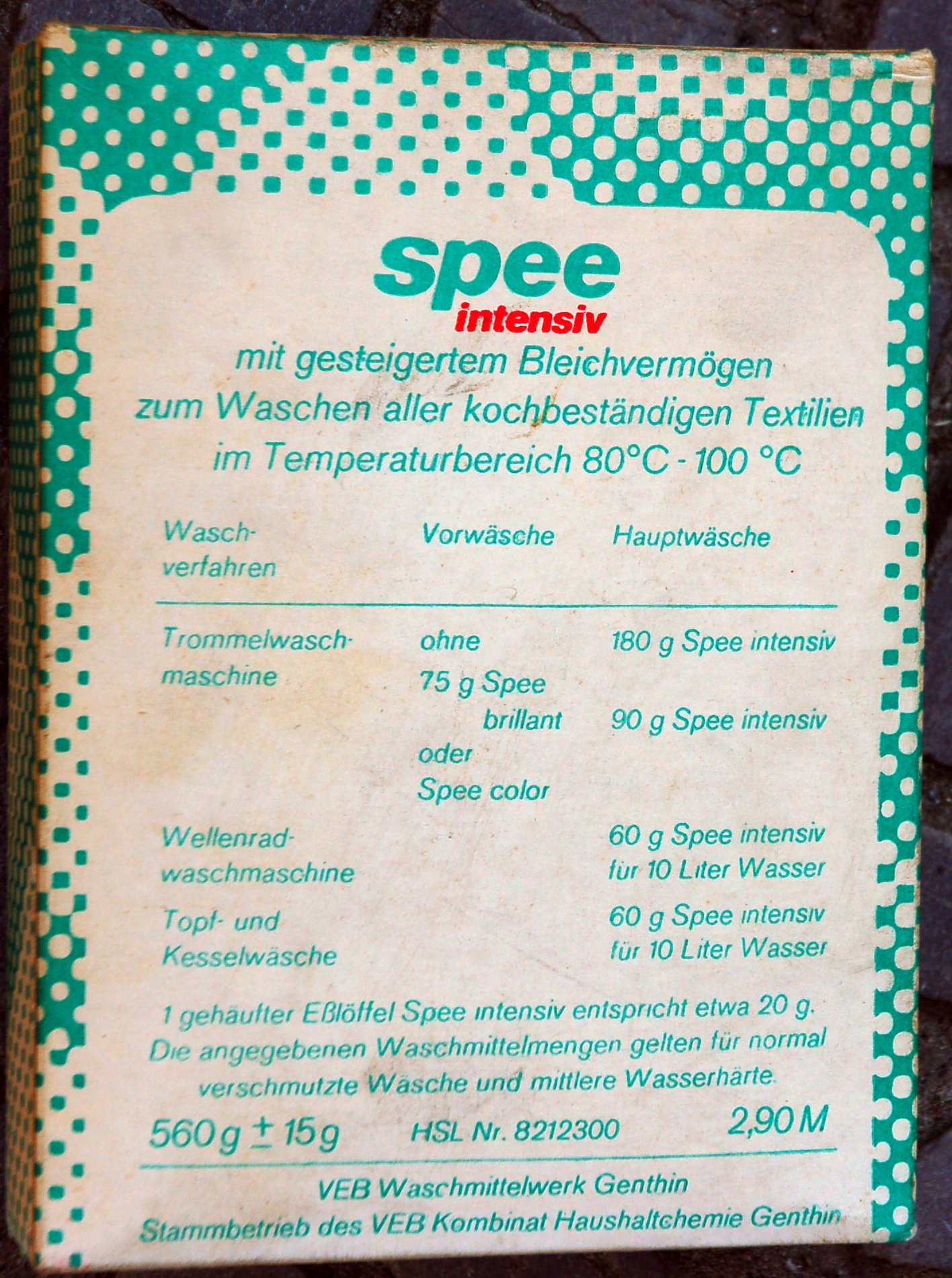
Pak wasmiddel, merk Spee uit Genthin, vanaf 1968

In de streek rondom Altenplathow bestond sinds het eind van de 10e eeuw een Slavische burgwal. Hier resideerden wellicht reeds vanaf 1135 leden van een adellijk geslacht Von Plotho. Zij werden in dat jaar vazallen van het Aartsbisdom Maagdenburg, en heersten over een 2.000 vierkante kilometer groot gebied rondom Genthin. Altenplathow, waarlangs de regering van Pruisen tussen 1743 en 1745 het Plauer Kanal liet graven, was tot aan de Napoleontische tijd bestuurlijk en kerkelijk gezien belangrijker dan Genthin, ondanks dat Altenplathow nooit een stad werd. Het was namelijk tot 1808 hoofdplaats van een koninklijk Pruisisch Amt, waar Genthin deel van uitmaakte.
In 1539 kreeg het hier gelegen plaatsje Genthin het marktrecht. De plaats was ommuurd en had vanaf 1680 vier stadspoorten, i.v.m. de inning van accijnzen en tolgelden. Of en wanneer stadsrecht is verleend, is niet meer precies bekend; vermoed wordt, op grond van een vermelding als oppidum uit dat jaar, dat dit in of vóór 1459 was.
In de 16e eeuw vond de Reformatie plaats; de bevolking ging massaal tot het evangelisch-lutherse protestantisme over. Tot op de huidige dag zijn de meeste christenen in en om Genthin deze gezindte toegedaan. De in dit artikel genoemde kerkgebouwen zijn, tenzij anders vermeld, ook nog steeds evangelisch-luthers.
Duidelijkheid over de vraag, wie landheer van het gebied was, ontstond pas na de rampzalige Dertigjarige Oorlog. In 1648, bij de Vrede van Osnabrück, werd vastgelegd, dat het gebied deel zou gaan uitmaken van het Hertogdom Maagdenburg, op zijn beurt weer deel van de Mark Brandenburg en later Brandenburg-Pruisen. In 1683 werd Genthin geteisterd door een pestepidemie, die veel mensenlevens kostte, en in 1704 door een stadsbrand. Vanaf 1727 was Genthin een Pruisische garnizoensstad.
In de 19e en vroege 20e eeuw werd Genthin, gelegen aan een scheepvaartkanaal richting de Elbe en sinds 1846 een spoorlijn naar Berlijn, een aantrekkelijke vestigingsplaats voor industriële bedrijven. Daaronder was vanaf 1902 een suikerfabriek en vanaf 1923 de wasmiddelfabriek van Henkel. Geen van beide bedrijven bestaat nog. 
In de nazi-tijd, en wel van 1943 tot 1945, bestond er te Genthin-Wald een concentratiekamp. Het was een Außenlager van kamp Ravensbrück. Er was een munitiefabriek gevestigd met de naam Silva Metallwerke, een dochteronderneming van de wapen- en machinefabrieken van Polte-Werke te Maagdenburg. Daar moesten de gevangenen in dit concentratiekamp, voornamelijk vrouwen, onder wie veel Jodinnen, onder mensonterende omstandigheden dwangarbeid verrichten bij de productie van o.a. luchtafweermunitie. Ook werden Poolse meisjes uit dit kamp, soms nog kinderen, eveneens onder mensonterende omstandigheden, ingezet in de wasmiddelenfabriek van Henkel. Een protest tegen hun arbeidsvoorwaarden van 68 vrouwen uit het kamp werd door de SS "opgelost" door hen allen dood te schieten.
Na de Tweede Wereldoorlog moest eerst aan veel Heimatvertriebene in de stad huisvesting worden geboden; daarna lag Genthin van 1949 tot 1990 in de DDR. De Oost-Duitse regering bevorderde het herstel en later de uitbreiding van de industrie.  De wasmiddelfabriek van Heinkel werd een DDR-staatsbedrijf, waar vanaf 1968 Spee (Spezial-Entwicklung), het bekendste wasmiddel uit de DDR werd geproduceerd. Na de Duitse hereniging van 1990 werden, zoals overal elders in Oost-Duitsland, een aantal naar Westerse maatstaven onrendabele bedrijven gesloten. Dit ging gepaard met ontslagen, werkloosheid, vertrek van de nodige geschoolde krachten naar elders in Duitsland en een daling van het bevolkingscijfer. 

### Treinramp 1939

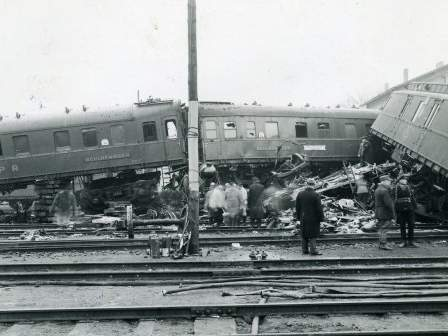
Treinramp Genthin 22 december 1939
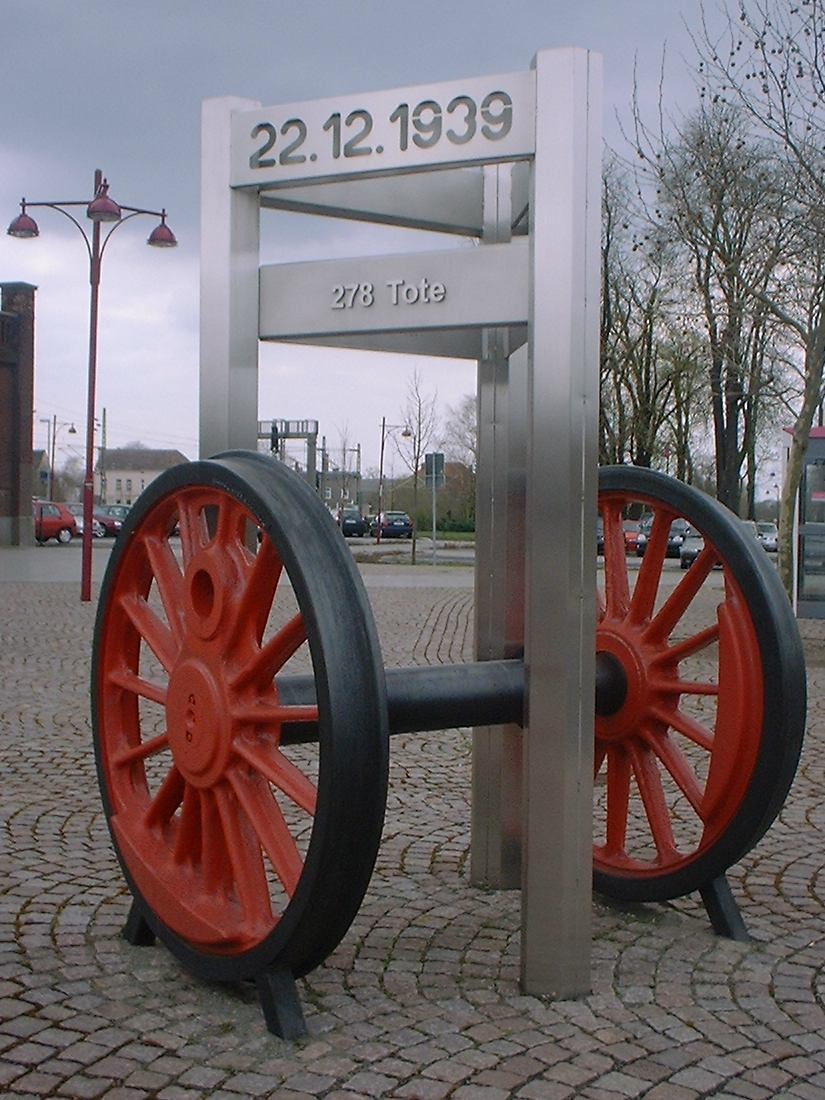
Monument voor de slachtoffers van dit ongeval

Op 22 december 1939, rond middernacht, vond in Genthin een zeer ernstig treinongeluk plaats met 278 doden en 453 gewonden. Twee D-treinen botsten 's nachts, bij slecht zicht, op elkaar. De voorste van de twee treinen, met bestemming Keulen, reed langzamer, was overvol en had vertraging opgelopen. De daarop volgende trein reed in dezelfde richting, miste een stopsignaal (dat per ongeluk wel door de trein ervóór was opgevolgd) en botste met 100 km/h op de voorganger. Het reddingswerk verliep door de oorlogsomstandigheden en het zeer koude winterweer erg traag en duurde een volle week. De machinist van de achterste trein werd schuldig bevonden aan grove nalatigheid en tot 3½ jaar gevangenisstraf veroordeeld.
Het is tot nu toe de grootste treinramp die ooit in de Duitse geschiedenis heeft plaatsgevonden.

## Bezienswaardigheden, toerisme, natuurschoon
- In een gebouw, waar vroeger een wasgelegenheid was voor de arbeiders in de Henkel- wasmiddelfabriek, is een klein, aan het hier niet meer gevestigde, bedrijf gewijd museum ingericht. Het wordt beheerd door een vereniging van gepensioneerde Henkel-medewerkers.
- In een voormalige suikerfabriek bij de stad is een concertzaal/uitgaansgelegenheid gevestigd.
- Het Kreismuseum Jerichower Land is een historisch museum voor Genthin en omstreken. Van betekenis is vooral de collectie archeologische vondsten.
- De watertoren van de stad kan beklommen worden en huisvest een bescheiden museum voor hedendaagse, beeldende kunst van kunstenaars uit de regio. Tegen de toren aan staan vier beeldhouwwerken van de hand van kunstenaars uit de regio.
- Acht kilometer ten zuiden van Genthin ligt een weidevogel- en veenreservaat, het 143 hectare grote Fiener Bruch. In de periode 2000-2016 is de zeldzame en beschermde vogel grote trap hier regelmatig waargenomen. De grote trap wordt er speciaal beschermd, o.a. door afrastering van het broedgebied tegen vossen en door verjaging van kraaiachtigen, die de kuikens van grote trappen graag eten. Ook worden exemplaren van elders ausgewildert (herintroductie).
- Het kasteel bij het dorpje Parchen is in de lente en zomer voor bezichtiging opengesteld. Het herbergt een museum over de landhuizen en kastelen van deze regio. Ook worden er in het toeristenseizoen enkele evenementen georganiseerd.

## Afbeeldingen

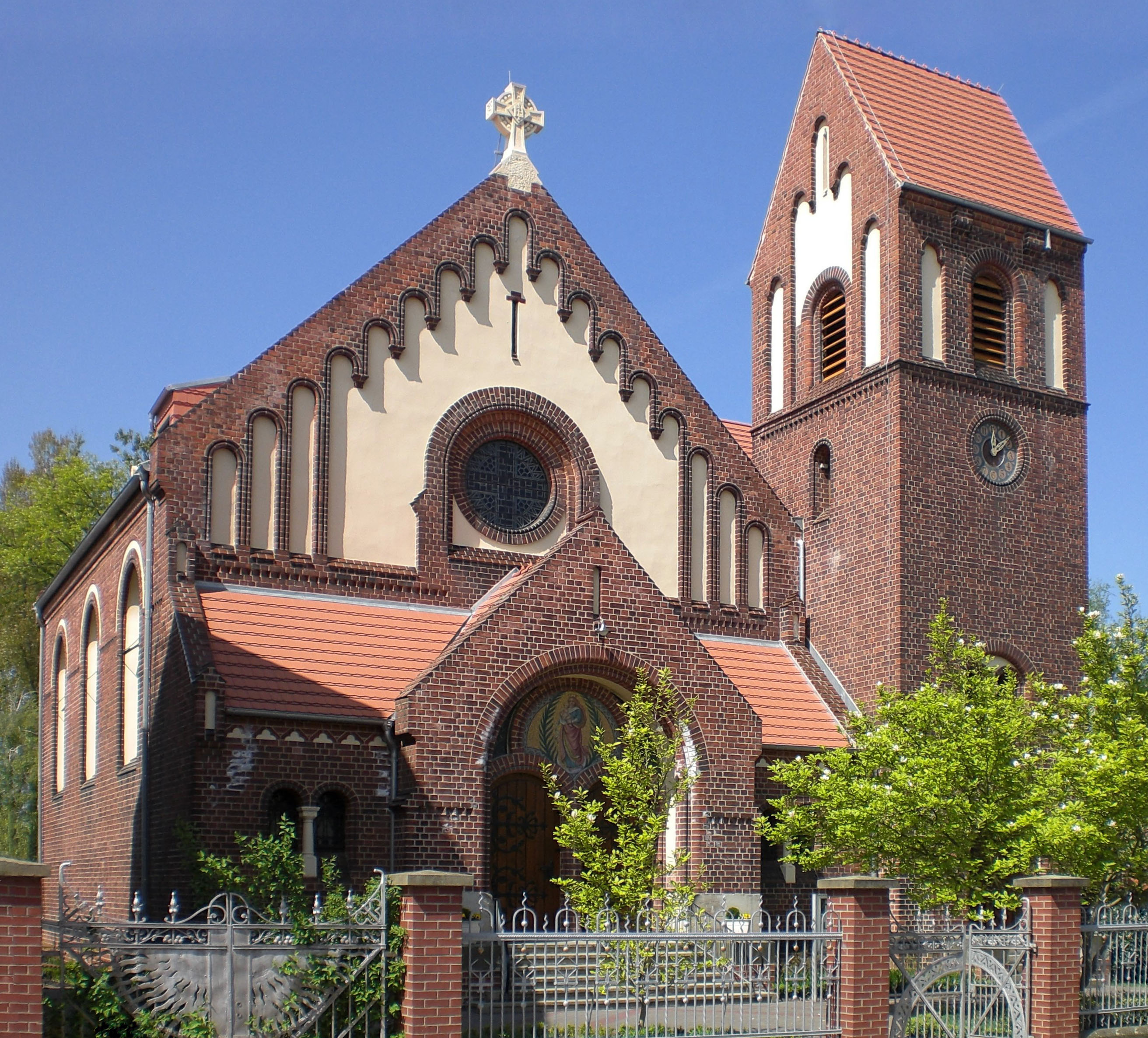
R.K. Mariakerk (O.L.V. Koningin van de Rozenkrans; bouwjaar 1903)
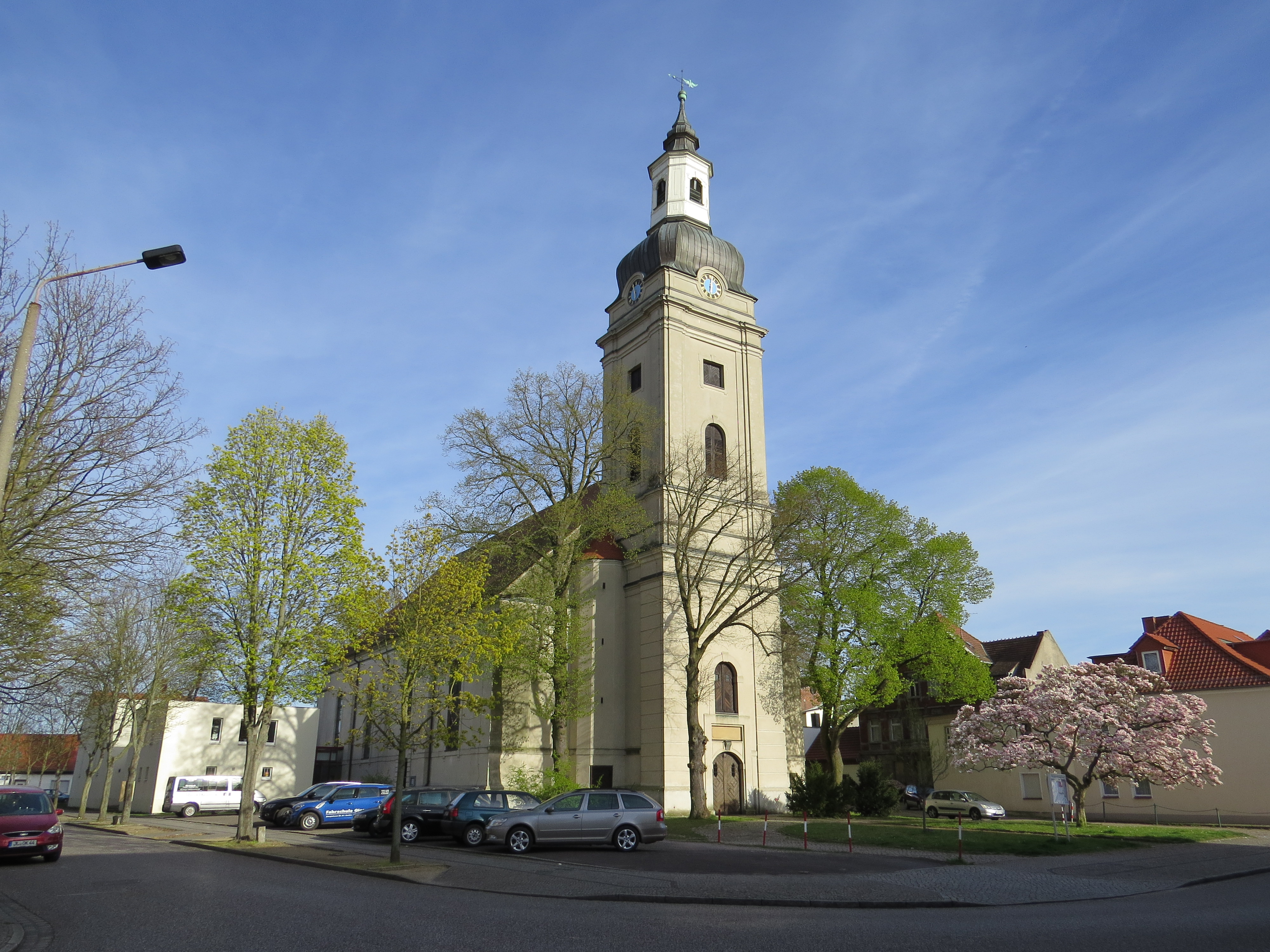
Trinitatiskirche (Kerk der H. Drievuldigheid; bouwjaar 1722)
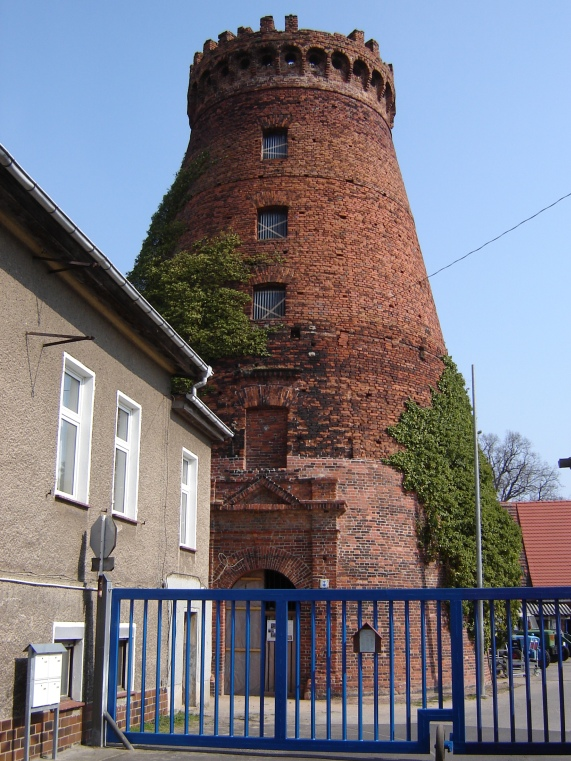
Cichorei-toren, Altenplathow (in bedrijf 1808-1885)
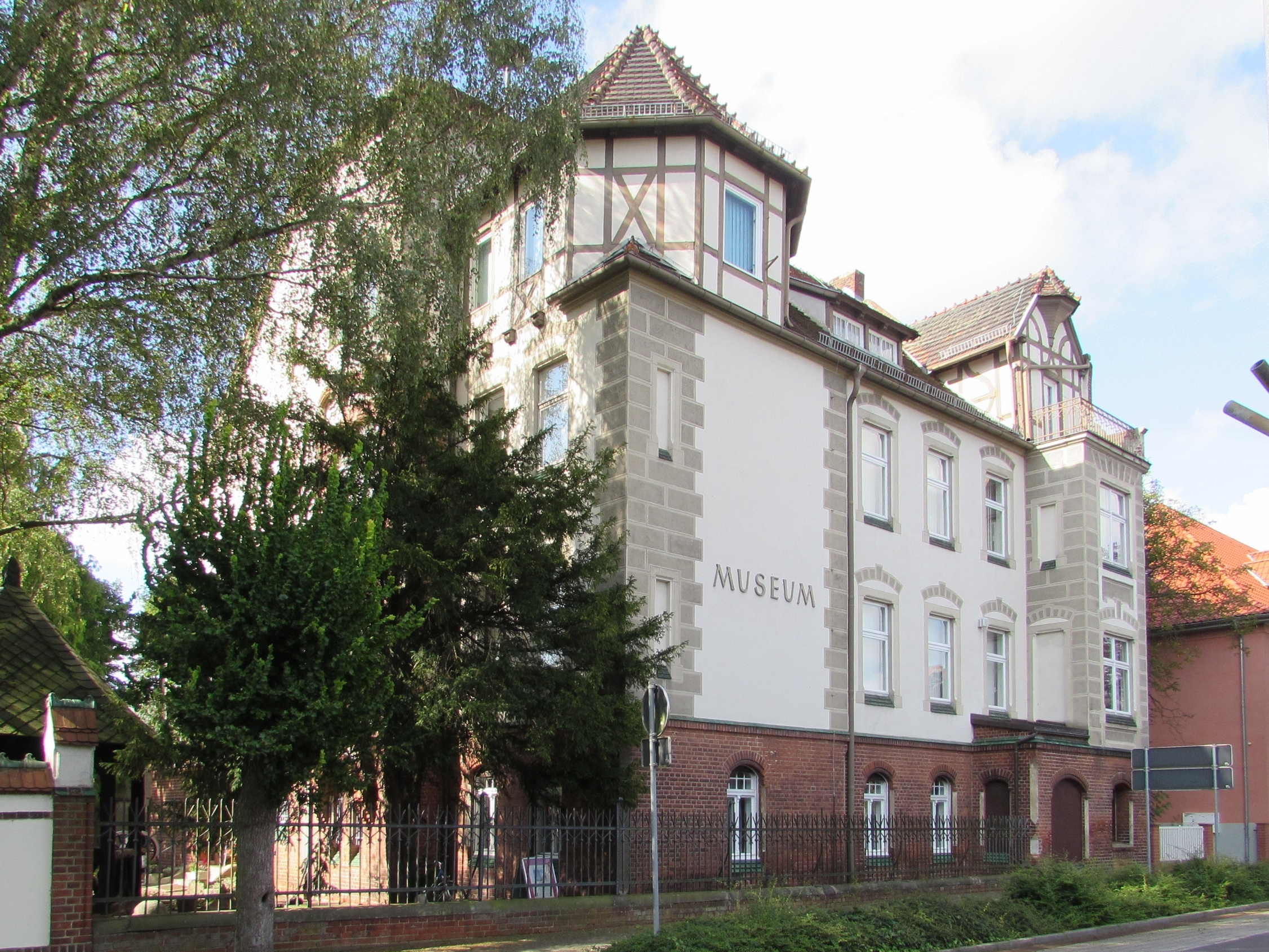
Streekmuseum (Kreismuseum Jerichower Land)
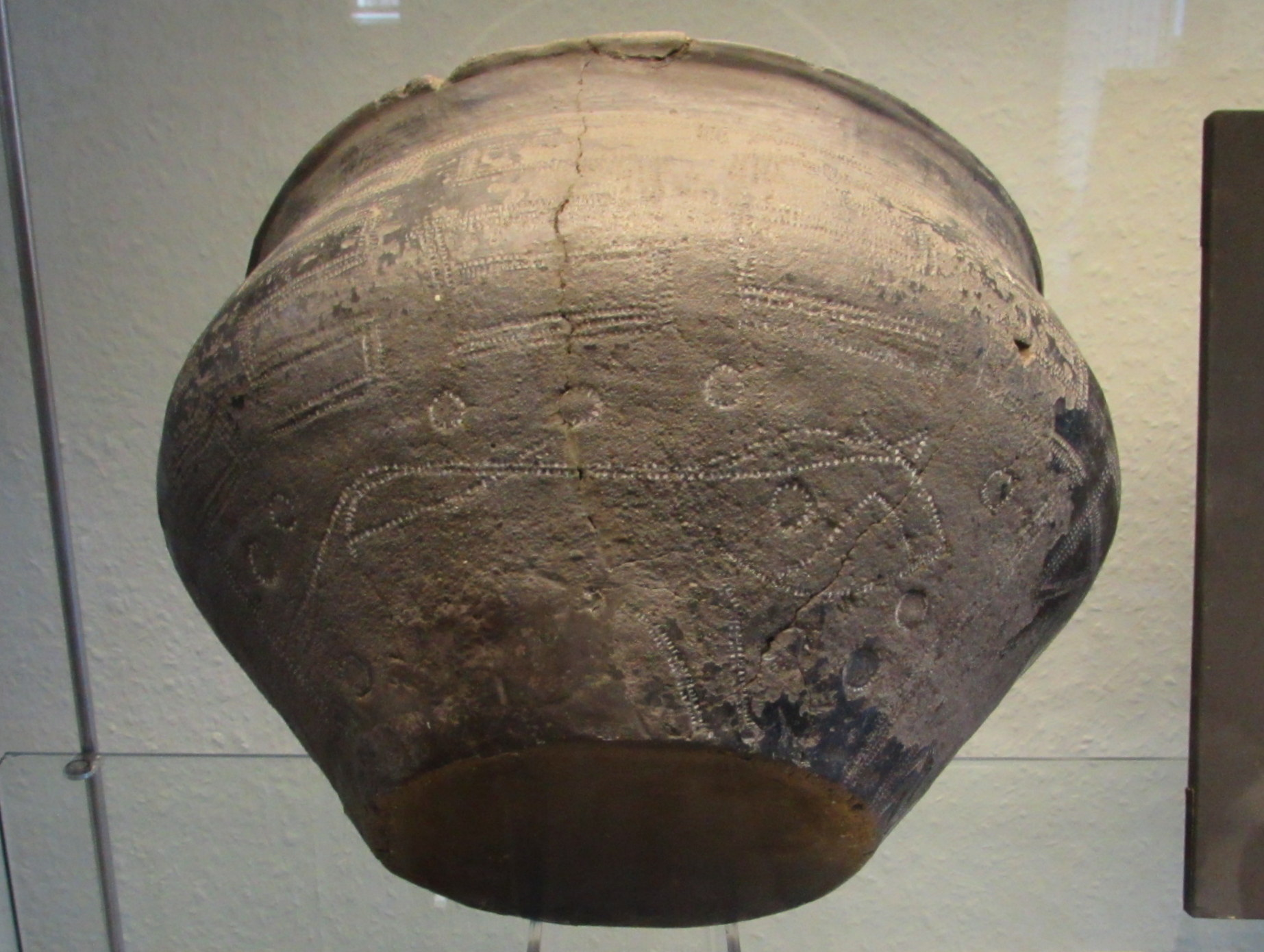
Prehistorische urn met afbeelding van een paard, in de collectie van dit museum
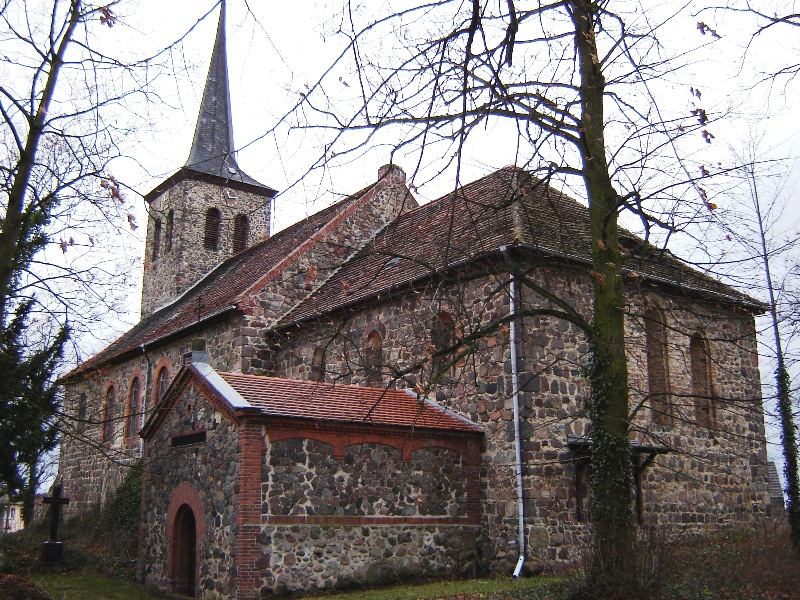
Dorpskerk te Parchen (circa 1830)
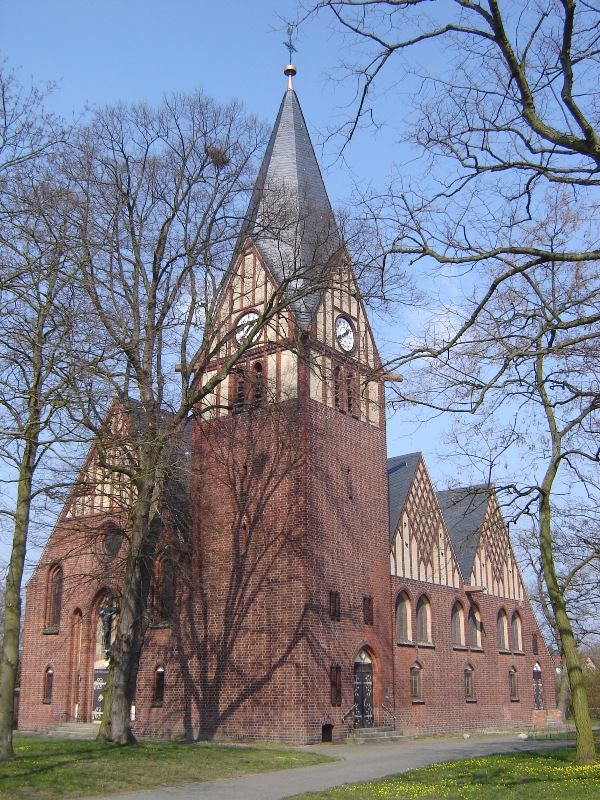
Dorpskerk te Altenplathow (1904)
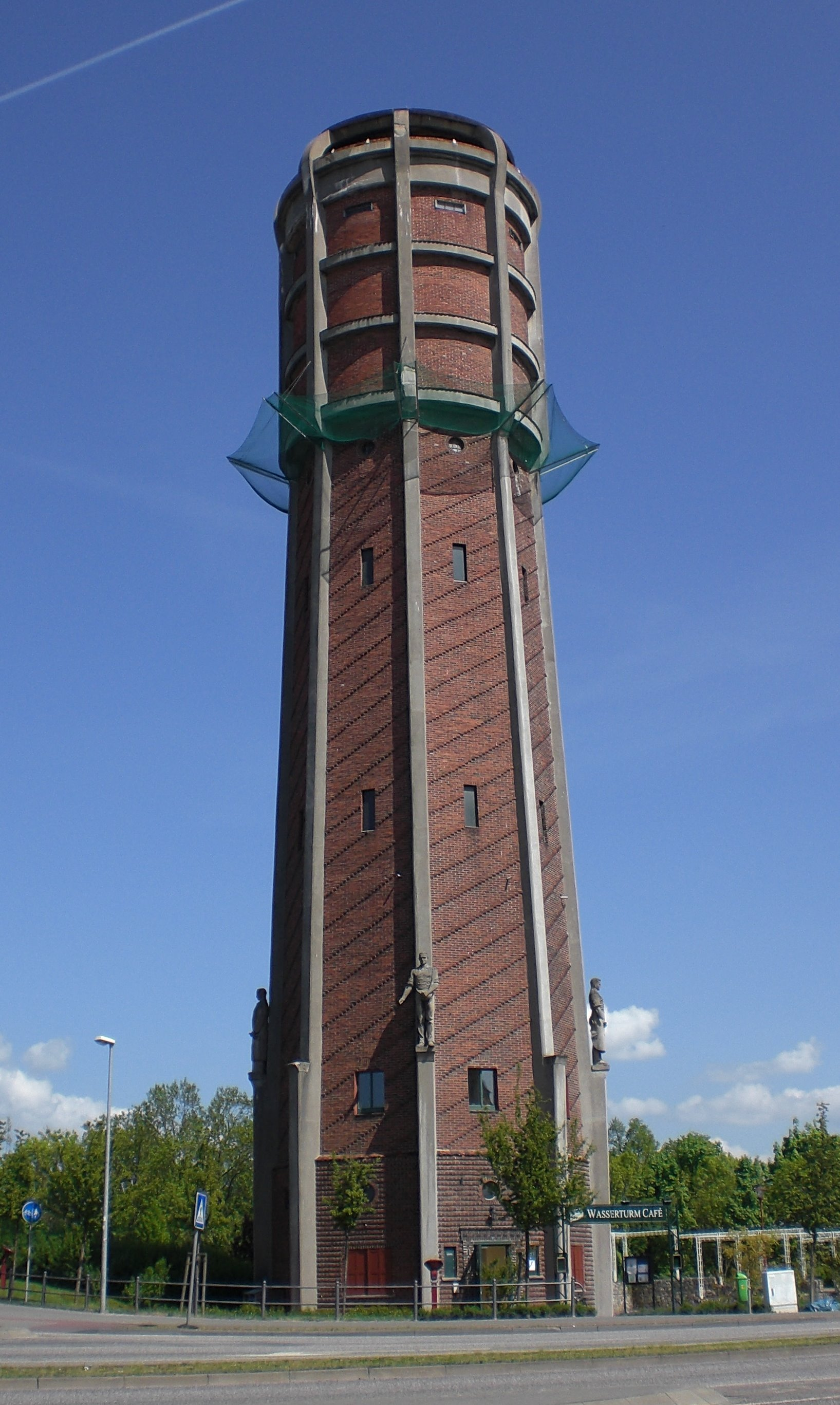
Watertoren (1935)
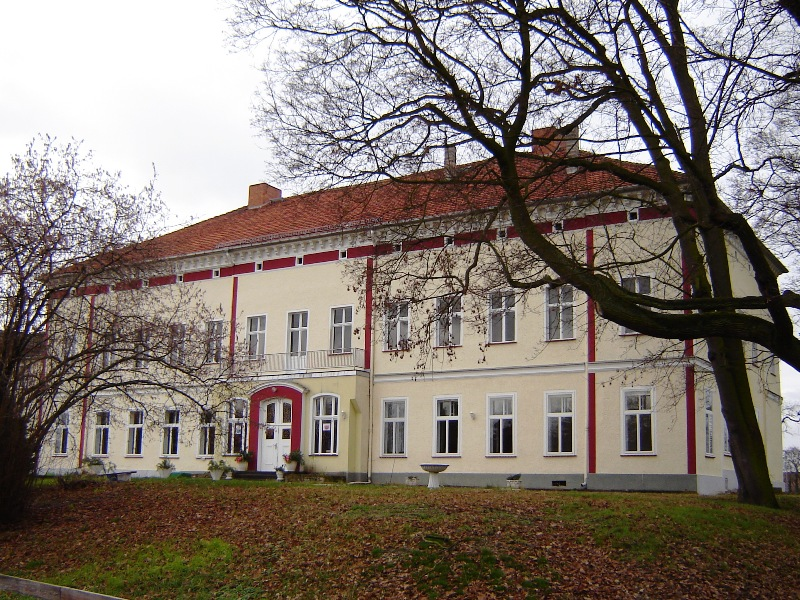
Kasteel Parchen
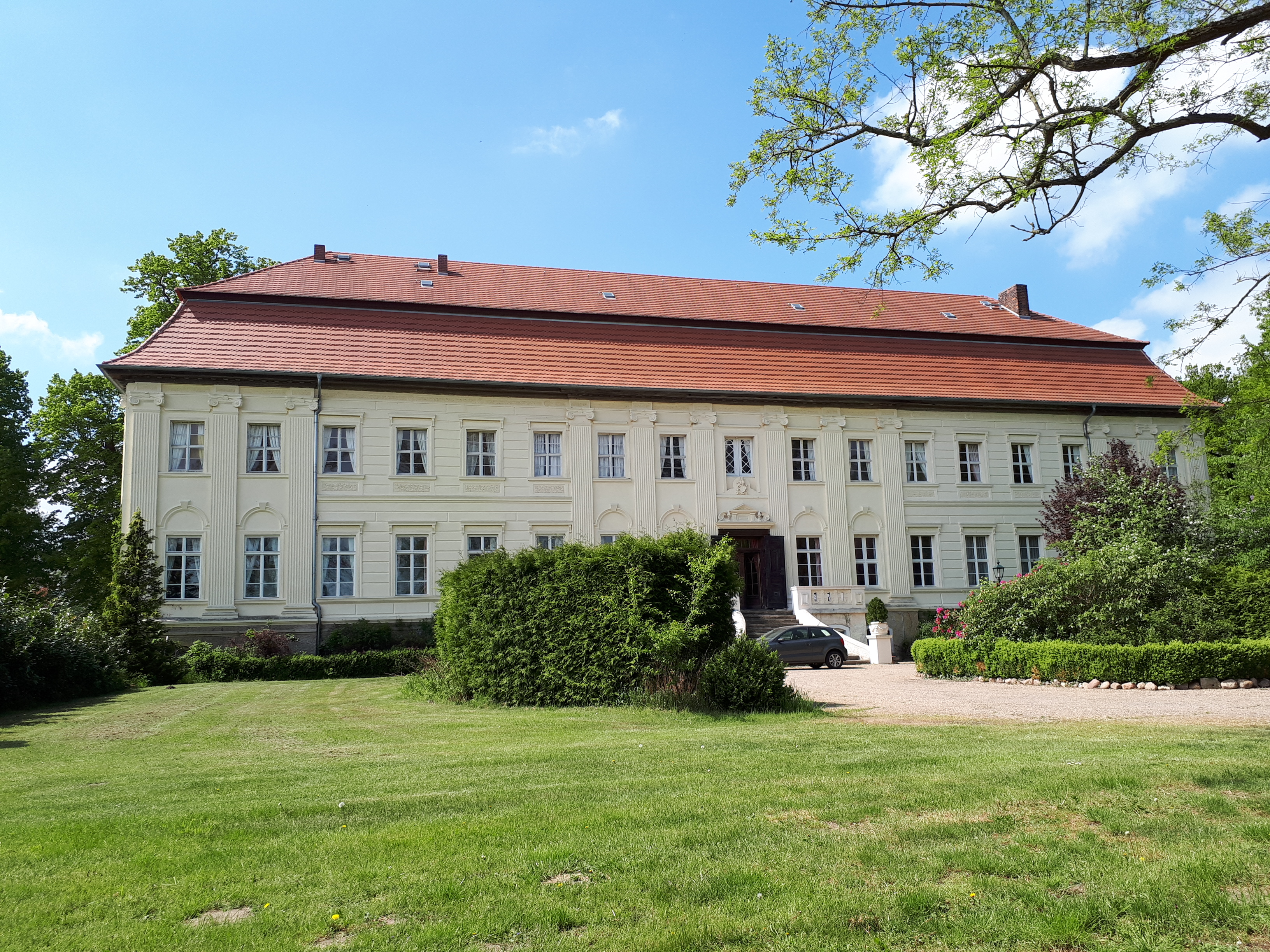
Voormalig kasteel Dretzel
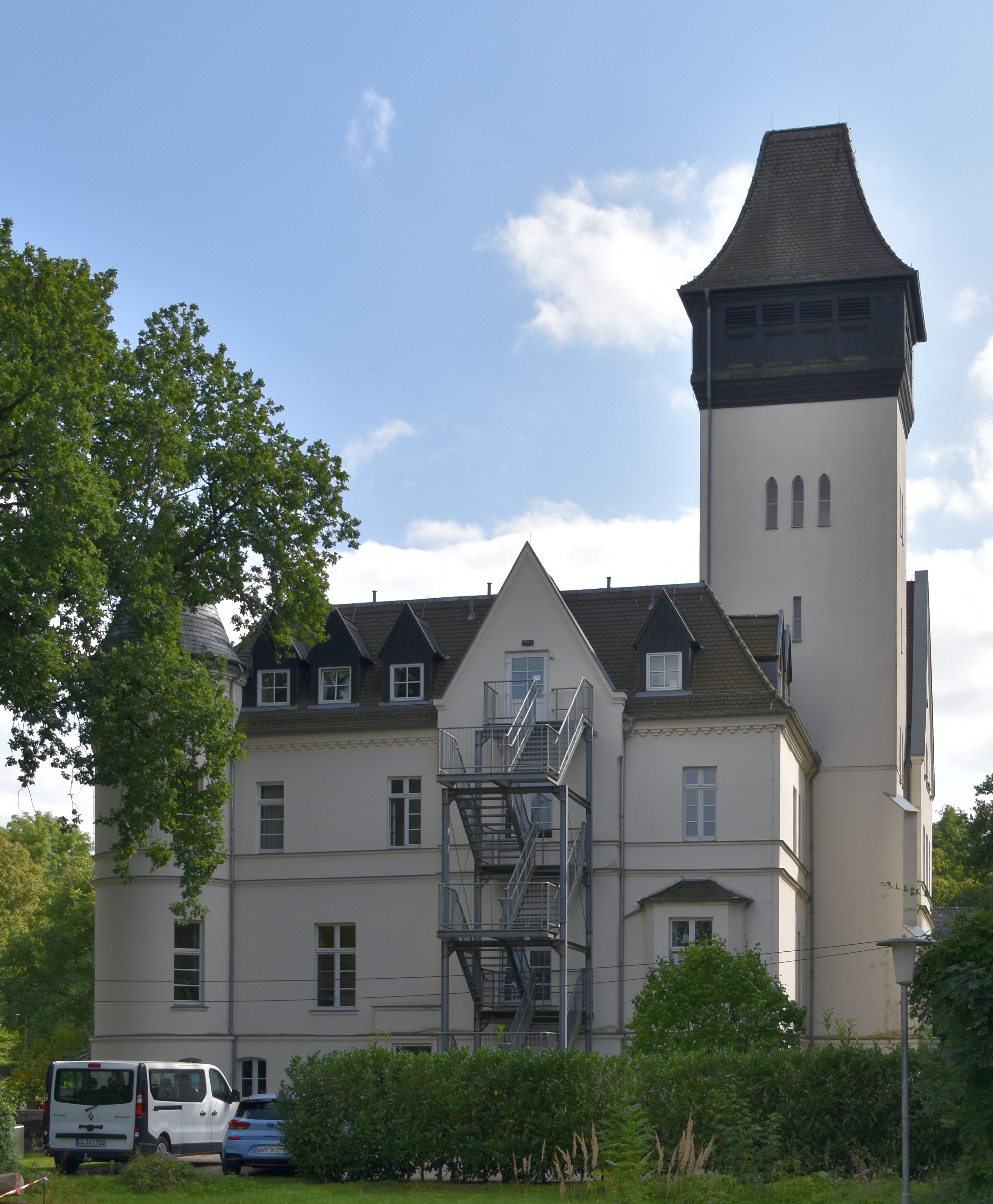
Voormalig kasteel Ringelsdorf bij Tucheim
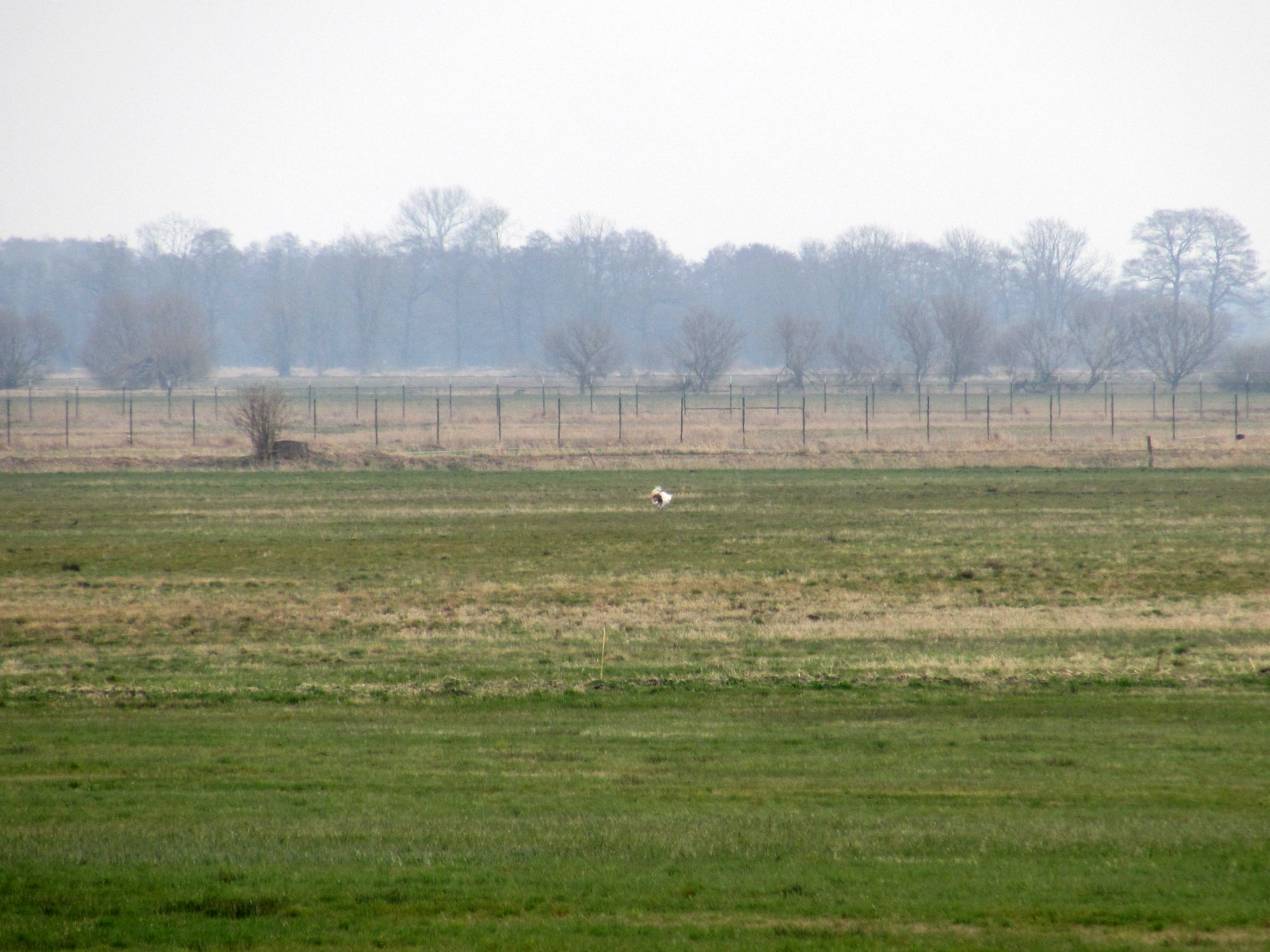
Grote trap (baltsende haan)

## Partnergemeentes
De gemeente Genthin onderhoudt jumelages met:
- Datteln, Noordrijn-Westfalen
- Radlin, Polen

## Geboren in de gemeente Genthin
- Walter Model (1891-1945), veldmaarschalk
- Annemarie Hübner (geb. 25 december 1908; overl. 7 januari 1996 in Hamburg), Duits neerlandica en deskundige inzake de Nederduitse taal; schreef in 1959 een rapport ter bestrijding van de bewering, dat het Dagboek van Anne Frank een vervalsing zou zijn geweest; [9]
- Norbert Dürpisch (geb. 29 mei 1952), oud-wielrenner, in 1977 voor de DDR wereldkampioen individuele en ploegenachtervolging
- Bernd Dittert (1961), Duits oud-wielrenner.